# Junonia numana
Junonia numana är en fjärilsart som beskrevs av Hans Fruhstorfer 1912. Junonia numana ingår i släktet Junonia och familjen praktfjärilar. Inga underarter finns listade i Catalogue of Life.